# 合理的無知
合理的無知（ごうりてきむち、英: rational ignorance）とは、ある争点（issue）に関する知識の獲得にかかるコストが、その知識によってもたらされる利得を超える場合に、知識の獲得を控えることである。ある争点についての無知が合理的であると言われるのは、その争点について情報に裏付けられた決定が可能になるほど十分に自己を教育するコストが、その決定から得られる理に適って予期しうるあらゆる利得を上回り、それゆえ自己を教育するために時間を費やすことが非合理的である場合である。このことは、総選挙（一票が結果を変更する確率が非常に低い）などの、多くの人によってなされる決定の質に影響を与える。この術語は、経済学、とりわけ公共選択論においてもっとも頻繁に用いられるが、合理性と選択といった分野や哲学（認識論）やゲーム理論においても用いられる。この術語は、アンソニー・ダウンズの『民主主義の経済理論』によって作られた。

## 例
ある課題を1時間あたり10ドルの費用で行ってもらうときに、2人の候補者のあいだで選ばなければならない場合を考えてみる。課題を行うための時間の長さは、その課題を行う人の熟練度によって異なる。したがって、雇用者の利益にもっとも適うのは、最も素早く課題をこなす候補者を選ぶことである。ここで、候補者の面接は1日かかり、そのコストは、1日あたり100ドルであるとする。さらに、どちらの候補者も195から205時間の間で課題をこなすことができると雇用者が推測できるとする。この場合、雇用者の利益に最もかなうのは、よりよい候補者を選択するために100ドルのコストをかけて候補者を面接することではなく、かんたんに適用できる方法（たとえば、コイントス）によって候補者を選択し、面接にかかる100ドル分のコストを節約することである。多くの場合において、決定は完全に精確なわけではない単純な決定モデルである発見装置にもとづいてなされる。例えば、どのブランドの調理済み食品がもっとも栄養があるかを判断するために、買い物客はさまざまな栄養価についてのすべてのメリット・デメリットを調べるのではなく、単純に（たとえば）砂糖の最も少ないものを選択する。

## 応用

### マーケティング
市場調査員（マーケター）は、決定の複雑さをあえて増やすことによって、合理的無知を利用する。高品質な商品と低品質な商品のあいだの価値における差が、それらの価値のあいだの違いを調べるためのコストよりも小さい場合、消費者は偶然に任せるほうがより合理的である。したがって、低価値の商品の特徴や選択肢やパッケージの組み合わせを増やすことが生産者の利益になる。そうすることで、情報に裏付けられた決定をしない消費者を増やすことができる。

### 政治
政治ととくに選挙において、同じダイナミクスが生じる。候補者や政策について合理的な決定をするために考慮する必要がある争点の数を増やすことによって、政治家や選挙担当者は、単一争点投票、党派的投票、ジンゴイズム、投票の売却、ダーツ投げ投票などといった投票行動を促すことができる。これらはいずれも、有権者を実際には代表していない政治家に有利に働く可能性がある。
このことは、有権者が貧弱で偏った決定を下すということを意味しているわけではない。多くの人々は、日々の責任（働くことや家族をケアすることなど）を果たしていくなかで、候補者のあらゆる側面を調べることに費やす時間をもっていない。それゆえ、多くの人々は、その主題により精通している人々に調査をまかせ、提供される証拠にもとづいて意見を形成することで合理的とみなせる決定を行っている。人々が合理的に無知なのは、人々が政治に関心がないからではなく、単に時間がないからである。利得に対するコストの割合は、コストが増加するか利得が減少するにつれて増加するので、政治家が自らの政策を公衆の選好から保護するときにも同じ効果が生じる可能性がある。有権者が自らの投票の価値を低く見積もるほど、実際に候補者について調べる時間を費やすインセンティブは少なくなる。
より微妙な例としては、お気に入りの映画評論家を見つけることと同じように、有権者が特定の政党に帰属意識をもつときにも生じる。責任ある有権者は、先行する経験に基づいて、彼らが完全な分析を行っていた場合に採用するであろう結論と同じ結論を引き出す政治家や政党を求めるであろう。しかし、選挙を繰り返すうちにある政党や政治家と自らが一致しているとわかると、完璧な調査のために時間を無駄にするのではなく、同じことが当てはまり続けるだろうと単に信じ、ストレートチケット投票とも呼ばれる「チケットに投票する」こと（同じ政党の候補者のすべてに投票すること）を行う。

## 批判
合理的無知という概念を支持する経験的な研究の多くは、1950年代に有力な結論に達した有権者の無関心の研究から引き出された。しかし、ベトナム戦争などの争点に対する懸念が高まり、政治的二極化が進む中で、1960年代になると、政治的無関心が急激に低下していると見られた。 これは、公共選択理論の予測と一致していた。政策決定に対する有権者の関心が高まるにつれて、政治的知識を得るための行為（または投票所まで行くこと）の認識される利得が高まるので、より多くの人々が自らの無知を修正することが合理的であると考える。
さらに、合理的無知は、個人がさまざまな問題で行う決定に与える影響が広範であるほど、精査されることになる。特定の主題について学習することに時間とエネルギーを投資すると、異なる問題領域にも派生効果をもたらす。無意識に投資コストと支払いを評価している場合に、人々はこのことに気づいていない。ある領域で知識を得ることがもつ外部利得（他の決定領域で発生する利点）は、見過ごされている可能性がある。